# Госпенталь
Госпенталь (нім. Hospental) — громада  в Швейцарії в кантоні Урі.

## Географія
Громада розташована на відстані близько 95 км на південний схід від Берна, 30 км на південь від Альтдорфа.
Госпенталь має площу 35,2 км², з яких на 1,4% дозволяється будівництво (житлове та будівництво доріг), 30,5% використовуються в сільськогосподарських цілях, 10,9% зайнято лісами, 57,3% не є продуктивними (річки, льодовики або гори).

## Демографія
2019 року в громаді мешкало 180 осіб (+1,7% порівняно з 2010 роком), іноземців було 12,2%. Густота населення становила 5 осіб/км².
За віковим діапазоном населення розподілялося таким чином: 11,7% — особи молодші 20 років, 62,2% — особи у віці 20—64 років, 26,1% — особи у віці 65 років та старші. Було 90 помешкань (у середньому 2 особи в помешканні).